# Servicemodul

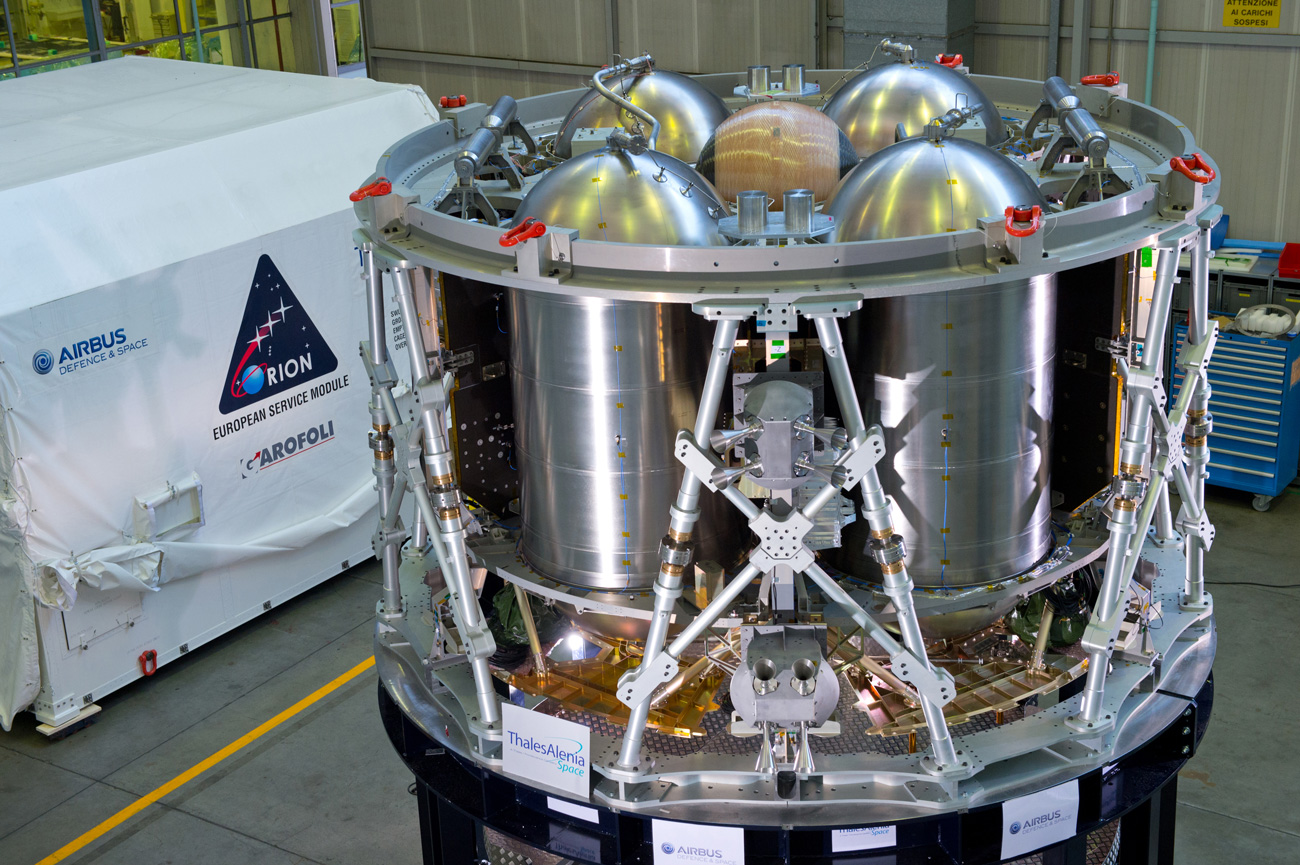
Servicemodul des Orion-Raumschiffs (Prototyp ohne Gehäuse)

Als Servicemodul wird in der Raumfahrt der Teil eines Raumfahrzeugs bezeichnet, in dem sich die für den Betrieb notwendigen Systeme wie Energieversorgung und Triebwerke sowie Navigations- und Kommunikationstechnik befinden, bei bemannten Raumschiffen auch Lebenserhaltungssysteme.
Vor einer weichen Landung auf der Erde wird das Servicemodul von der Raumkapsel getrennt, um das Gewicht zu verringern. Es verglüht dann weitgehend beim Wiedereintritt in die Atmosphäre. Bei unbemannten Raumfahrzeugen ohne Rückfracht wie zum Beispiel den Transportern Progress und Cygnus ist eine solche Trennung weder nötig noch vorgesehen.
Die ersten bei bemannten Missionen eingesetzten Servicemodule waren die des russischen Sojus-Raumschiffs (1967) und des amerikanischen Apollo-Raumschiffs (1968). Ersteres hat mit über 150 Flügen auch die meisten Einsätze absolviert. Das Servicemodul für die Orion-Raumschiffe des aktuellen Mondflugprogramms Artemis wird von Airbus Defence and Space in Bremen gebaut.